# Al-Sira al-Hilaliya

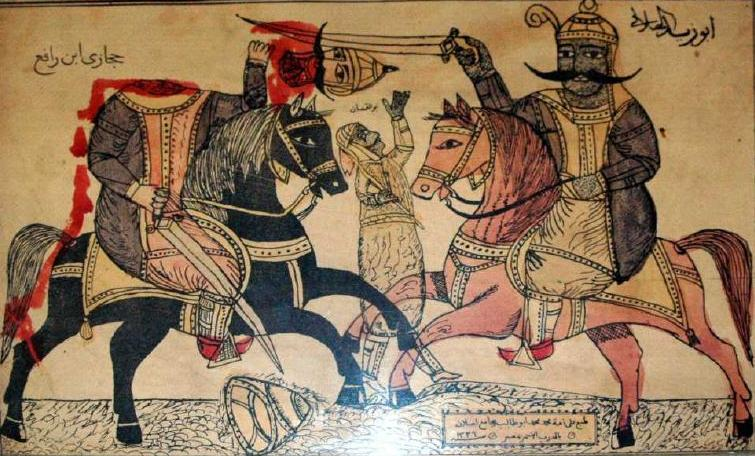
Abu Zayd al-Hilali hakt het hoofd af van Hegazi ibn Rafe

Al-Sira al-Hilaliya is een episch gedicht, ook bekend als het Hilali-epos. Het bevat de saga van de Banu Hilal bedoeïenenstam en de migratie van het Arabische Peninsula naar Noord-Afrika in de elfde eeuw. Centraal in het epos staat het conflict tussen de Arabische bedoeïenen en de Berberse Zenata heersers van Tunis.
Het epische gedicht was bekend in het midden-oosten, maar verdween overal behalve in Egypte. Sinds de veertiende eeuw wordt het epos door dichters uitgevoerd, begeleid door percussie-instrumenten. Voorstellingen vinden plaats tijdens huwelijken, besnijdenissen en privé-bijeenkomsten. De voorstellingen duren meestal meerdere dagen. De professionele dichters beginnen hun studie op de leeftijd van vijf jaar en leren tien jaar lang. Studenten ondergaan speciale training om het geheugen te bevorderen en muziekinstrumenten te bespelen. Tegenwoordig leert men ook improviseren, zodat de plots meer relevant gemaakt kunnen worden voor het publiek.
Sinds 2003 staat Al-Sira al-Hilaliya vermeld op de Lijst van Meesterwerken van het Orale en Immateriële Erfgoed van de Mensheid van UNESCO.
- Nationale Bibliotheek van Israël: 987007263927005171
- Virtual International Authority File: 177468034